# Sant Nectari
|  | Per a altres significats, vegeu «Saint-nectaire». |

Saint-Nectaire és un municipi francès situat al departament del Puèi Domat i a la regió d'Alvèrnia-Roine-Alps. L'any 2007 tenia 719 habitants.

## Demografia

### Població
El 2007 la població de fet de Saint-Nectaire era de 719 persones. Hi havia 305 famílies de les quals 115 eren unipersonals (52 homes vivint sols i 63 dones vivint soles), 99 parelles sense fills, 75 parelles amb fills i 16 famílies monoparentals amb fills. La població d'habitants censats ha evolucionat segons el següent gràfic:

### Habitatges
El 2007 hi havia 619 habitatges, 310 eren l'habitatge principal de la família, 239 eren segones residències i 69 estaven desocupats. 471 eren cases i 136 eren apartaments. Dels 310 habitatges principals, 236 estaven ocupats pels seus propietaris, 60 estaven llogats i ocupats pels llogaters i 15 estaven cedits a títol gratuït; 5 tenien una cambra, 22 en tenien dues, 65 en tenien tres, 88 en tenien quatre i 130 en tenien cinc o més. 197 habitatges disposaven pel capbaix d'una plaça de pàrquing. A 165 habitatges hi havia un automòbil i a 115 n'hi havia dos o més.

### Piràmide de població
La piràmide de població per edats i sexe el 2009 era:
| Homes | Edats   | Dones |
| ----- | ------- | ----- |
| 0     | 95 o +  | 4     |
| 8     | 90 a 94 | 16    |
| 8     | 85 a 89 | 16    |
| 0     | 80 a 84 | 28    |
| 16    | 75 a 79 | 24    |
| 24    | 70 a 74 | 48    |
| 28    | 65 a 69 | 28    |
| 4     | 60 a 64 | 20    |
| 16    | 55 a 59 | 8     |
| 28    | 50 a 54 | 28    |
| 28    | 45 a 49 | 28    |
| 28    | 40 a 44 | 16    |
| 12    | 35 a 39 | 4     |
| 16    | 30 a 34 | 16    |
| 20    | 25 a 29 | 8     |
| 20    | 20 a 24 | 28    |
| 20    | 15 a 19 | 28    |
| 12    | 10 a 14 | 8     |
| 8     | 5 a 9   | 4     |
| 12    | 0 a 4   | 4     |

## Economia
El 2007 la població en edat de treballar era de 440 persones, 316 eren actives i 124 eren inactives. De les 316 persones actives 282 estaven ocupades (165 homes i 117 dones) i 34 estaven aturades (12 homes i 22 dones). De les 124 persones inactives 46 estaven jubilades, 27 estaven estudiant i 51 estaven classificades com a «altres inactius».

### Ingressos
El 2009 a Saint-Nectaire hi havia 338 unitats fiscals que integraven 684,5 persones, la mediana anual d'ingressos fiscals per persona era de 13.156 €.

### Activitats econòmiques
Dels 78 establiments que hi havia el 2007, 1 era d'una empresa extractiva, 5 d'empreses alimentàries, 4 d'empreses de fabricació d'altres productes industrials, 7 d'empreses de construcció, 19 d'empreses de comerç i reparació d'automòbils, 2 d'empreses de transport, 22 d'empreses d'hostatgeria i restauració, 1 d'una empresa financera, 4 d'empreses immobiliàries, 6 d'empreses de serveis, 4 d'entitats de l'administració pública i 3 d'empreses classificades com a «altres activitats de serveis».
Dels 17 establiments de servei als particulars que hi havia el 2009, 1 era una oficina de correu, 1 taller de reparació d'automòbils i de material agrícola, 2 paletes, 1 guixaire pintor, 2 fusteries, 1 lampisteria, 8 restaurants i 1 agència immobiliària.
Dels 5 establiments comercials que hi havia el 2009, 2 eren botiges de menys de 120 m², 1 una fleca, 1 una carnisseria i 1 una botiga de roba.
L'any 2000 a Saint-Nectaire hi havia 23 explotacions agrícoles que ocupaven un total de 1.740 hectàrees.

## Equipaments sanitaris i escolars
L'únic equipament sanitari que hi havia el 2009 era una farmàcia. El 2009 hi havia una escola elemental.

## Poblacions properes
El següent diagrama mostra les poblacions més properes.